# Commodore Plus/4
El Commodore Plus/4 va ser un microordinador llançat el 1984 per Commodore International com a model principal de la sèrie 264. El nom «Plus/4» es refereix a la suite d'oficina resident en ROM amb quatre aplicacions (processador de textos, full de càlcul, base de dades i editor gràfic); va ser anunciat com «l'ordinador de productivitat amb programari incorporat». Un fiasco complet als Estats Units, va ser ridiculitzat com a «Minus/60» (Menys/60), un joc de mots sobre la diferència entre el Plus/4 i el dominant Commodore 64.

## Especificacions tècniques
| Parts          | Especificacions | Especificacions |
| -------------- | --- | --------------- |
| UCP            | MOS Technology 7501 a 1,76 MHz |                 |
| RAM            | 64 KiB (màx.) |                 |
| ROM            | 64 KiB |                 |
| Teclat         | mecànic, 67 tecles (amb 4 tecles de funció i 4 tecles de cursor) |                 |
| Monitor        | televisor o monitor RGB; mode text: 40 x 25 caràcters; modes gràfics: 320 x 200/320 x 160 (amb 5 línies de text)/160 x 200/160 x 160 (amb 5 línies de text) pixels; 121 colors |                 |
| So             | dos canals, 4 octaves i «soroll blanc» |                 |
| Ports          | port d'expansió, 1 port de cartutx, ports de casset, 1 port sèrie, 2 ports de joystick                                                                                         |                 |
| Emmagatzematge | casset o disquetera VIC-1541 (5,25", 170 KiB) |                 |